# 威克森林大学
维克森林大学（英語：Wake Forest University，或译为维克弗里斯特大学），是位于美国北卡罗来纳州温斯顿-塞勒姆的一所私立研究型综合性大学，始建于1834年。

## 地理位置
旧址为北卡罗来纳州的威克森林。二十世纪中叶美国烟草大王雷诺兹的后代设立Z·S·雷诺兹基金会，并捐出雷诺兹家族在温斯顿-塞勒姆的地产，吸引威克森林大学迁至现址。温斯顿-塞勒姆位于华盛顿和亚特兰大的中间，曾是北美第四大银行美联银行（Wachovia）的世界总部，盛极一时。仍是世界赫赫有名的大财团雷诺兹家族和北美排名前40的布兰奇金融集团的所在地。城市里许多文化活动都反映出早期的殖民历史和统治精英色彩。

## 院系设置
威克森林大学设有威克森林学院、文理研究生院、商学院、法学院、神学院和医学院六个学院。得益于其学院式教育传统，威克森林大学学科专业数量较少，学生人数也少，在校学生约为6000人，其中研究生2000多人。其中威克森林学院仅提供本科课程，设有数十个系：人类学系、军事科学系、美术系、生物学系、化学系、经典语言系、传媒系、计算机系、戏剧舞蹈系、东亚语言文化研究系、经济学系、教育学系、英语系、德语俄语系、健康科学系、历史系、数学系、统计系、音乐系、哲学系、物理系、政治科学系、心理学系、宗教系、罗马语言系和社会学系。

### 威克森林学院
维克森林大学提供跨不同研究领域的40个本科专业和57个跨学科辅修专业。学生最初在大二第二学期选择专业。
为了毕业，维克森林大学的学生必须完成 120 学分的三项要求：核心课程、与专业相关的学习课程和选修课。 核心课程包括基本要求（一年级研讨会、写作研讨会、健康和体育课程以及外语文学）和分区要求（人文科学、社会科学和数学/自然科学各至少两门课程） 以及至少一门美术和文学专业）。
维克森林大学还提供“开放课程”选项，其中少数学生经委员会批准，可以与顾问一起设计遵循文科框架但不一定满足所有核心学位要求的学习课程。
为了进入商学院，学生必须对其课程提出特殊申请，该课程提供会计课程，学生可以在该课程中获得会计学学士和硕士学位，并在本科和硕士课程五年后有资格参加注册会计师考试。 研究生学习。 商学院还提供商业和企业管理、金融和数学商业学位的本科课程。
维克森林大学支持许多旨在鼓励跨学科课程和规划的中心和机构。目前有三个研究所（Humanities、Pro Humanitate 和 Eudaimonia）和11个中心（包括纳米技术和分子材料；企业研究和教育；转化科学；生物伦理、健康和社会；BB&T 资本主义研究中心；能源、环境） 和可持续性；分子通讯和信号传导；以及跨学科表现和文科）。
教职工
包括专业学院在内，学校现有教职工1996人，其中专职教职工占84.5%。
百分之九十三的本科教师拥有其领域的博士学位或其他最终学位。 在《美国新闻与世界报道》2016 年的报告中，维克森林大学在全美最佳本科教学中排名并列第十，学校的师生比例保持在 1 比 11。
著名的教师包括：
- 安东尼·阿塔拉（Anthony Atala）是维克森林再生医学研究所所长，被认为是器官生长领域的全国先驱。 他的作品被《Discover》杂志评为 2007 年年度第一科学故事，并被《时代》杂志评为 2011 年第五大医学突破。
- 大卫·卡罗尔 (David Carroll) 是物理学教授兼纳米技术和分子材料中心主任，以其在纳米工程癌症疗法、绿色技术、光伏和照明创新方面的研究而闻名。
- 梅丽莎·哈里斯-佩里 (Melissa Harris-Perry)，政治和国际事务总统捐赠教授，MSNBC 同名时事和政治评论电视节目前主持人，现任《The Takeaway》主持人和 ELLE.com 特约编辑。
- 内森·奥·哈奇总统是一位全国知名的宗教历史学家。 他的著作《美国基督教的民主化》被《华尔街日报》评为“五本最佳宗教与政治书籍”之一。 他还担任 NCAA 第一分区董事会主席。
- 大卫·费伯 (David Faber) 是艺术和版画教授，也是一位全国知名的版画家，其作品永久收藏于该国五家领先的博物馆。
- 作家兼民权活动家玛雅·安杰洛 (Maya Angelou) 是雷诺兹美国研究教授，自 1982 年起在该大学任教直至 2014 年去世。在她获得的众多奖项中，她于 2010 年荣获总统自由勋章。
- 心理学家琳达·尼尔森，共同养育子女和父女关系影响的研究员。

海外交流
根据国际教育研究所2012年门户开放报告，维克森林大学在博士生研究型大学中本科生出国留学项目排名全国第三。 根据 IIE 的方法，72% 的维克森林大学本科生在 2010-2011 学年获得了出国留学的学分，学生们花费几周、一个暑假甚至整个学年的时间访问世界各地的国家。 2013年1月，该大学因其重视为第一代大学生提供国外教育机会而获得了IIE的海斯克尔海外留学奖。
维克森林大学通过维克森林大学资助的项目和附属项目（经批准的非维克森林大学项目）在全球 70 多个国家的200个城市提供400多个学期、夏季和全年的出国留学项目。

### 文理研究生院
文理研究生院提供 25 个研究生课程以及 11 个证书学位课程。 学位课程包括 11 个博士研究领域以及 24 个文学、艺术和科学硕士学位。 学校还与其他专业学院和本科学院合作提供九个联合学位课程。

### 威克森林商学院
威克森林商学院在2009年由原本的本科卡洛维（Calloway）商学院和研究生Babcock管理学院合并而来。其中卡洛维商学院在2009年《Business week》本科商学院中综合排名第14名，教学品質一项长期以来与宾夕法尼亚大学的沃顿商学院并列全美第一名。Babcock管理学院的MBA项目也列于全美前四十名。在本科阶段，威克森林商学院设有会计、金融、商业创业管理和数学商业四个专业。其中会计和金融专业的学生可选择4+1项目，同时取得会计硕士学位。卡洛维商学院的会计硕士专业在全美享有盛名，具有全美第一的注册会计师考试通过率（97%），遥遥领先于全国的平均水平。

### 威克森林医学院
另外，威克森林大学还建有布鲁斯湖冷却站、大学植物园、高原生物站等科研设施。

## 排名
| Biological Sciences    | 112 |
| Chemistry              | 119 |
| Law                    | 25  |
| Medicine: Primary Care | 68  |
| Medicine: Research     | 52  |
| Nursing–Anesthesia     | 10  |
| Physician Assistant    | 7   |
| Physics                | 110 |

在2023年《美國新聞與世界報道》美國最佳大學報告中，維克森林大學「最佳本科教學」排名並列第31位，「最佳價值」排名第64位，在美國國立大學中總體排名第47位。福布斯將維克森林大學評為研究型大學第33位，私立大學第46位。《美國新聞與世界報道》也將維克森林大學評為北卡羅來納州最佳國立大學中並列第二名。
美国威克森林大学以其小规模的授课方式（师生比例1:11）、丰富的校园资源和独立严谨的学术氛围在全美大学中享有盛誉。连续數十年以来，威克森林大学在《美国新闻与世界报导》的全美综合大学（Best National Universities）排名中名列穩居美國前30。2021年，全美最佳本科教育（Best Undergraduate Teaching）排名第44名，最具价值学校（Best Value Schools）排名第24名。2014年，该校下属的Calloway商学院在Businessweek本科商学院中排名全美11，教学质量一项长期以来与常春藤盟校宾夕法尼亚大学的沃顿商学院并列全美第1名 。

## 分支机构
- WFU浸信会医疗中心
- 皮埃蒙特三合会研究园
- 雷诺兹花园
- 雷诺兹楼
- 雷诺兹村
- 格雷林（Graylyn）会议中心
- 史密斯雷诺兹图书馆
- 专业中心图书馆
- 大队长卡彭特图书馆

## 知名校友
- 阿诺德·帕尔默，美国著名职业高尔夫球手
- 蒂姆·邓肯，美国NBA职业篮球运动员
- 克里斯·保罗，美国NBA职业篮球运动员
- 马格西·博格斯，美国NBA职业篮球运动员
- 伊什·史密斯，美国NBA职业篮球运动员
- 艾蜜莉·吉芬（英语：Emily Giffin），美国畅销书作家，其代表作《大婚告急》，曾荣登美国纽约时报畅销书榜，并与2011年被改编为同名电影。